# ジム・ラフィーバー
ジェームズ・ケネス・ラフィーバー（James Kenneth Lefebvre、1942年1月7日 - ）は、アメリカ合衆国・カリフォルニア州イングルウッド出身の元プロ野球選手（内野手）・コーチ・監督。

## 経歴

### 現役時代

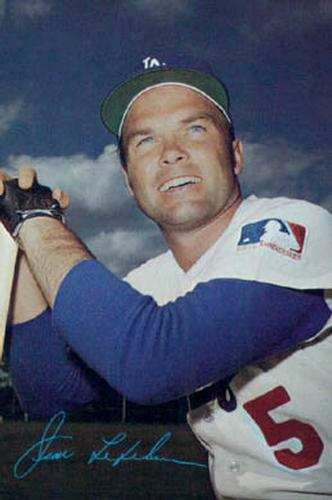
ドジャース時代（1971年）

モーニングサイド高校卒業後の1962年、ロサンゼルス・ドジャースにバットボーイとして契約。1年目の同年はレノ・シルバーソックス、2年目の1963年はセーラム・ドジャース、3年目の1964年はスポケーン・インディアンスでプレー。
1965年4月12日のメッツ戦（シェイ）でメジャーデビューを果たした。新人ながら二塁の定位置を獲得して157試合に出場し、打率.250・12本塁打・69打点を記録。同年のリーグ優勝に貢献した。プレーオフではツインズとのワールドシリーズでは第1戦・第2戦（10月6日・7日、メトロポリタン）に6番・二塁手で出場してワールドシリーズ優勝に貢献した。オフに新人王を受賞した。
1966年はオールスターゲームに控え選手として選出された。試合では初出場を果たし、7番・二塁手で先発メンバーに名を連ねた。最終的に24本塁打を記録するなど、チームのリーグ2連覇に貢献した。プレーオフではオリオールズとのワールドシリーズでは10月5日の第1戦（ドジャー）でデーブ・マクナリーから本塁打を記録するが、4戦全敗で2年連続のワールドシリーズ優勝とはならなかった。
1972年は70試合出場で打率.201に終わり、シーズン終了後にFAとなった。
1973年に太平洋クラブライオンズとの熾烈な交渉合戦の末、ロッテオリオンズへ入団。NPBでは監督の金田正一の下で主に一塁を守り、初年度にチームトップで自己最多の29本塁打を記録する。
1974年もチームの主力打者としてのリーグ優勝・日本シリーズ優勝に大きく貢献した。阪急とのプレーオフでは10月9日の第3戦（宮城）で山田久志から適時打を記録したほか、ウイニングボールをキャッチ。中日との日本シリーズでは全6戦に出場し、10月20日の第4戦（後楽園）では途中起用ながら3打数2安打2打点と活躍。
1975年からは一軍コーチ兼任となった。5月30日の太平洋戦（川崎）で東尾修・安木祥二からパ・リーグ初の1試合左右両打席本塁打を達成。6月1日の同試合でも浜浦徹から9号本塁打を放ち5試合で4本塁打の大当たりであったが、この日を最後に外国人枠の関係と金田との対立を理由に一度現役を引退。コーチ専任となるが、金田に「現役復帰に色気を出した」と怒られて二軍コーチに降格。左肩の故障で苦しんでいたドラフト1位ルーキーの菊村徳用のためにアメリカから薬を取り寄せるなどして、面倒を見ていた。
1976年に自身の後継と目されていた新外国人のラファエル・バチスタ、ビル・マクナルティが期待外れに終わったことから、現役復帰。5月5日の南海戦（大阪）で金田に交代を命じられたことに不満を表し口論したため、無期限の自宅謹慎処分と1万ドル（300万円）の罰金を科せられた。その後は同13日夜に吉田勝豊・矢頭高雄両コーチとの話し合いで非を認め反省の色を示すと、吉田・矢頭が金田にとりなし、翌14日には処分が解除される。罰金も大幅に減額され、二軍でコンディションを調整して一軍に復帰。8月8日の阪急戦ダブルヘッダー第2試合（神宮）では1-2で迎えた8回裏、山口高志から決勝逆転3ラン本塁打を放った。春はキャンプ地・鹿児島の天文館にあるマムシのエキス入りラーメンを食べてスタミナをつけ、暑い夏はリンゴジュースでコンディションを整えた。同年2度目の現役引退。

### 引退後
引退後はロッテの一軍打撃コーチ兼スカウト（1977年）を務め、レロン・リーを自身の仲介で入団させる功績を残し、リーには日本の広いストライクゾーンについてアドバイス。7月にはスティーブ・マクナルティの不調から再度の現役復帰を考え、二軍戦にコーチ登録のまま出場したが、結果は2試合9打数2安打であった。
1978年に帰国し、古巣ドジャース傘下のルーキーリーグ監督に就任。シーズン終盤に急逝したジム・ギリアムの後任としてドジャースの打撃コーチとなり、1979年まで在籍。
退団後はジャイアンツ（1980年 - 1982年）→アスレチックス（1987年 - 1988年, 1994年 - 1995年）→マリナーズ（1989年 - 1991年）→カブス（1992年 - 1993年）→ブルワーズ（1998年 - 1999年）→レッズ（2002年）→中国代表（2002年 - 2008年）→パドレス（2009年）で監督・コーチを歴任。アスレチックスコーチ時代は三塁ベースコーチを務め、1985年には3Aの監督としてチームを優勝に導き、マリナーズ監督時代には弱小チームの建て直しを図ることに成功。1991年には球団史上初のシーズン勝ち越しを決めたが、球団フロントとの軋轢により退団。その手腕を認められてカブスの監督に就任すると、ホワイトソックスからサミー・ソーサを獲得。1993年にソーサは球団の打者で初の30-30（33本塁打、36盗塁）を達成。1999年はシーズン途中からブルワーズで監督を務めた。2002年に中国代表監督に就任し、アジアシリーズ（2005年 - 2007年）、WBC（2006年）、北京オリンピック（2008年）でも指揮を執った。北京五輪では予選リーグで台湾を破る歴史的な1勝を挙げたが、8ヶ国中最下位に終わり、オリンピック後に退任。2008年オフにパドレスの打撃コーチに就任したが、2009年シーズン途中で解雇された。

## 人物
- 広島で本塁打王を獲得したリチャード・ランス、ランディ・ジョンソンはNPB移籍前に「日本野球講習会」と名付けられたミニキャンプに参加するが、その講習会の講師を務めたのがラフィーバーであった[10]。

- 息子のライアン・ラフィーバーも元プロ野球選手（外野手）。1993年にクリーブランド・インディアンスからドラフト27巡目で指名されマイナーリーグでプレー。現在はスポーツキャスターとして活動している。

## 詳細情報

### 年度別打撃成績
| 年 度    | 球 団    | 試 合 | 打 席 | 打 数 | 得 点 | 安 打 | 二 塁 打 | 三 塁 打 | 本 塁 打 | 塁 打 | 打 点 | 盗 塁 | 盗 塁 死 | 犠 打 | 犠 飛 | 四 球 | 敬 遠 | 死 球 | 三 振 | 併 殺 打 | 打 率 | 出 塁 率 | 長 打 率 | O P S |
| -------- | -------- | ----- | ----- | ----- | ----- | ----- | -------- | -------- | -------- | ----- | ----- | ----- | -------- | ----- | ----- | ----- | ----- | ----- | ----- | -------- | ----- | -------- | -------- | ----- |
| 1965     | LAD      | 157   | 631   | 544   | 57    | 136   | 21       | 4        | 12       | 201   | 69    | 3     | 5        | 10    | 4     | 71    | 2     | 7     | 92    | 8        | .250  | .342     | .369     | .711  |
| 1966     | LAD      | 152   | 610   | 544   | 69    | 149   | 23       | 3        | 24       | 250   | 74    | 1     | 1        | 10    | 5     | 48    | 3     | 6     | 72    | 10       | .274  | .337     | .460     | .796  |
| 1967     | LAD      | 136   | 553   | 494   | 51    | 129   | 18       | 5        | 8        | 181   | 50    | 1     | 5        | 7     | 5     | 44    | 3     | 11    | 64    | 10       | .261  | .332     | .366     | .699  |
| 1968     | LAD      | 84    | 317   | 286   | 23    | 69    | 12       | 1        | 5        | 98    | 31    | 0     | 0        | 1     | 3     | 26    | 1     | 4     | 55    | 3        | .241  | .310     | .343     | .653  |
| 1969     | LAD      | 95    | 330   | 275   | 29    | 65    | 15       | 2        | 4        | 96    | 44    | 2     | 1        | 3     | 3     | 48    | 1     | 10    | 37    | 8        | .236  | .366     | .349     | .715  |
| 1970     | LAD      | 109   | 351   | 314   | 33    | 79    | 15       | 1        | 4        | 108   | 44    | 1     | 1        | 4     | 3     | 29    | 1     | 2     | 42    | 7        | .252  | .316     | .344     | .660  |
| 1971     | LAD      | 119   | 437   | 388   | 40    | 95    | 14       | 2        | 12       | 149   | 68    | 0     | 2        | 4     | 4     | 39    | 2     | 6     | 55    | 15       | .245  | .320     | .384     | .704  |
| 1972     | LAD      | 70    | 188   | 169   | 11    | 34    | 8        | 0        | 5        | 57    | 24    | 0     | 0        | 0     | 2     | 17    | 0     | 6     | 30    | 3        | .201  | .294     | .337     | .631  |
| 1973     | ロッテ   | 111   | 442   | 400   | 50    | 106   | 12       | 2        | 29       | 209   | 63    | 1     | 2        | 8     | 2     | 27    | 0     | 5     | 60    | 5        | .265  | .319     | .523     | .842  |
| 1974     | ロッテ   | 82    | 310   | 279   | 37    | 79    | 12       | 2        | 14       | 137   | 52    | 1     | 4        | 3     | 0     | 25    | 3     | 3     | 32    | 3        | .283  | .349     | .491     | .840  |
| 1975     | ロッテ   | 47    | 168   | 151   | 13    | 39    | 5        | 0        | 9        | 71    | 24    | 1     | 0        | 3     | 1     | 10    | 3     | 3     | 19    | 2        | .258  | .317     | .470     | .787  |
| 1976     | ロッテ   | 90    | 297   | 268   | 22    | 65    | 8        | 0        | 8        | 97    | 37    | 2     | 2        | 1     | 3     | 23    | 2     | 2     | 36    | 7        | .243  | .307     | .362     | .669  |
| MLB：8年 | MLB：8年 | 922   | 3417  | 3014  | 313   | 756   | 126      | 18       | 74       | 1140  | 404   | 8     | 15       | 39    | 29    | 322   | 13    | 52    | 447   | 64       | .251  | .331     | .378     | .709  |
| NPB：4年 | NPB：4年 | 330   | 1217  | 1098  | 122   | 289   | 37       | 4        | 60       | 514   | 176   | 5     | 8        | 15    | 6     | 85    | 8     | 13    | 147   | 17       | .263  | .324     | .468     | .792  |

### 表彰
- 新人王：1965年

### 記録
NPB
- 初出場・初先発出場：1973年4月14日、対太平洋クラブライオンズ前期1回戦（平和台球場）、2番・一塁手で先発出場
- 初安打・初打点：同上、5回表に加藤初から適時打
- 初本塁打：1973年4月20日、対阪急ブレーブス前期1回戦（後楽園球場）、1回裏に足立光宏から右中間へ先制決勝ソロ

### 背番号
- 5 （1965年 - 1972年, 1976年, 1980年 - 1982年, 1987年 - 1993年）
- 1 （1973年 - 1975年途中）
- 88 （1975年途中 - 同年終了）
- 85 （1977年）
- 45 （1978年 - 1979年）
- 6 （1994年）
- 11 （1995年）
- 29 （1998年 - 1999年）
- 4 （2002年）